# Distrito de Josta

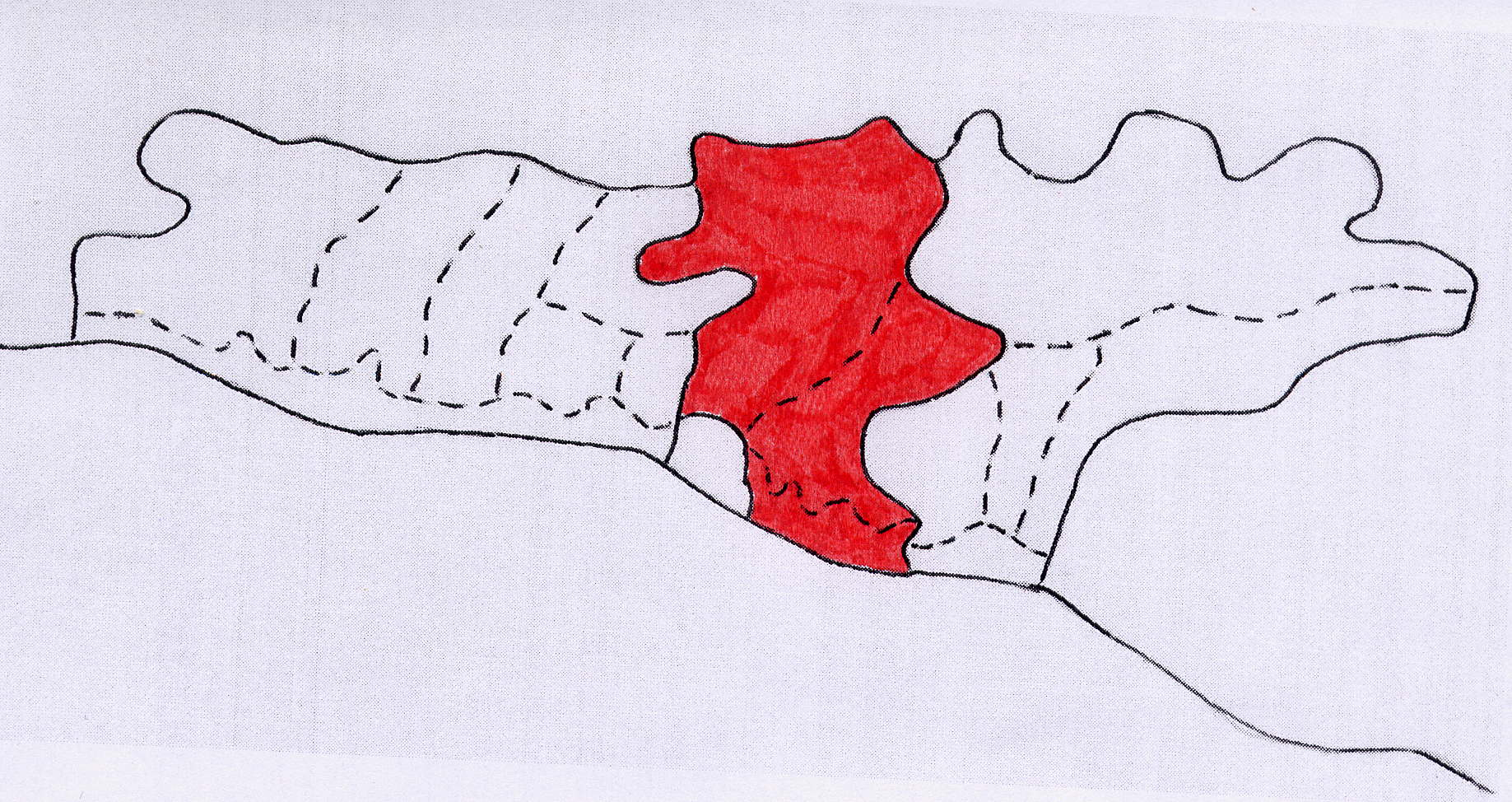
Situación del distrito de Josta en la unidad municipal de la ciudad-balneario de Sochi. La subdivisión más nororiental es el ókrug rural Baránovski, la central-occidental es el ókrug rural Razdolski y la meridional está ocupada por los microdistritos.

El Distrito de Josta (en ruso: Хо́стинский райо́н, Jóstinski raión) es uno de los cuatro distritos en los que se divide la unidad municipal de la ciudad-balneario de Sochi del krai de Krasnodar, en Rusia. Tenía una superficie de 374 km² y 80 737 habitantes en 2010.
El distrito está situado entre la costa del mar Negro (13 km de litoral, en los que se halla el cabo Vidni), al sur, la Cordillera Principal del Cáucaso (es fronterizo con la Reserva Nacional Natural de la Biosfera del Cáucaso), al norte, el río Sochi, al oeste (excepto en la zona de la desembocadura del río, donde se halla el distrito Central y la frontera la marca el río Vereshchaguinka), y el río Kudepsta, al este. Limita con el distrito Central, el distrito de Lázarevskoye y el distrito de Ádler. Incluye zonas rurales y microdistritos urbanos de Sochi.

## Historia
El distrito fue establecido el 18 de abril de 1951 como parte de la composición de la ciudad de Sochi, con fronteras en los ríos Kudespta, al este, y Agura, al oeste. El 10 de febrero de 1961, con la inclusión de los disueltos raiones de Ádler y Lázarevskoye del krai de Krasnodar en la composición de la ciudad, ampliándose la frontera occidental hasta el río Vereshchaguinka, el cañón y el pueblo de Plastunka, remontando la orilla izquierda del curso del río Sochi.

## División administrativa
En el distrito están incluidos algunos microdistritos urbanos de la ciudad de Sochi que están situados a lo largo de la costa al sur de la parte histórica de la ciudad: Svetlana, Bytja, Zviózdochka, Matsesta, Josta (su centro administrativo), Kudepsta y Mali Ajún. Asimismo pertenecen al distrito dos ókrugs rurales:
- Ókrug rural Baránovski: Baránovka, Verjni Yurt, Plastunka y Rúskaya Mamaika.
- Ókrug rural Razdolski: Razdólnoye, Bogushovka, Izmáilovka, Semiónovka, Progrés, Krayevsko-Armiánskoye y Verjóvskoye.

## Demografía
| Año  | Población |
| ---- | --------- |
| 1959 | 13 322    |
| 1970 | 48 266    |
| 1979 | 60 753    |
| 1989 | 65 713    |
| 2002 | 62 515    |
| 2010 | 65 229    |

### Composición étnica
De los 62 515 habitantes con que contaba en 2002, el 77.7 % era de etnia rusa, el 10.1 % era de etnia armenia, el 5.3 % era de etnia ucraniana, el 2.4 % era de etnia georgiana, el 0.8 % era de etnia bielorrusa, el 0.6%  era de etnia tártara, el 0.4 % era de etnia griega, el 0.3 % era de etnia abjasa, el 0.2 % era de etnia alemana, el 0.2 % era de etnia azerí, el 0.2 % era de etnia adigué, el 0.1 % era de etnia turca y el 0.1 % era de etnia gitana.

## Galería

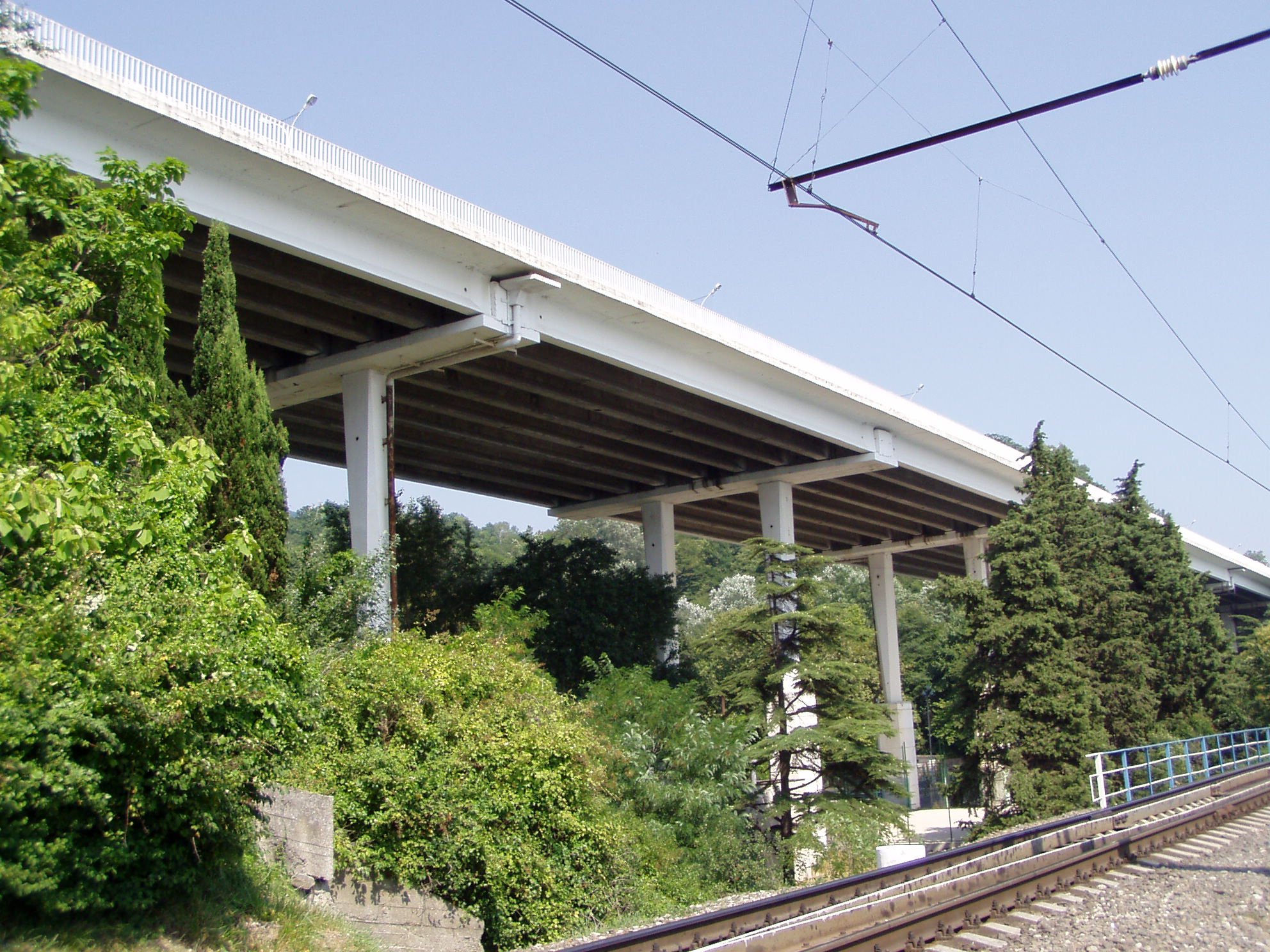
Viaducto sobre el río Agura, en la carretera federal M27.
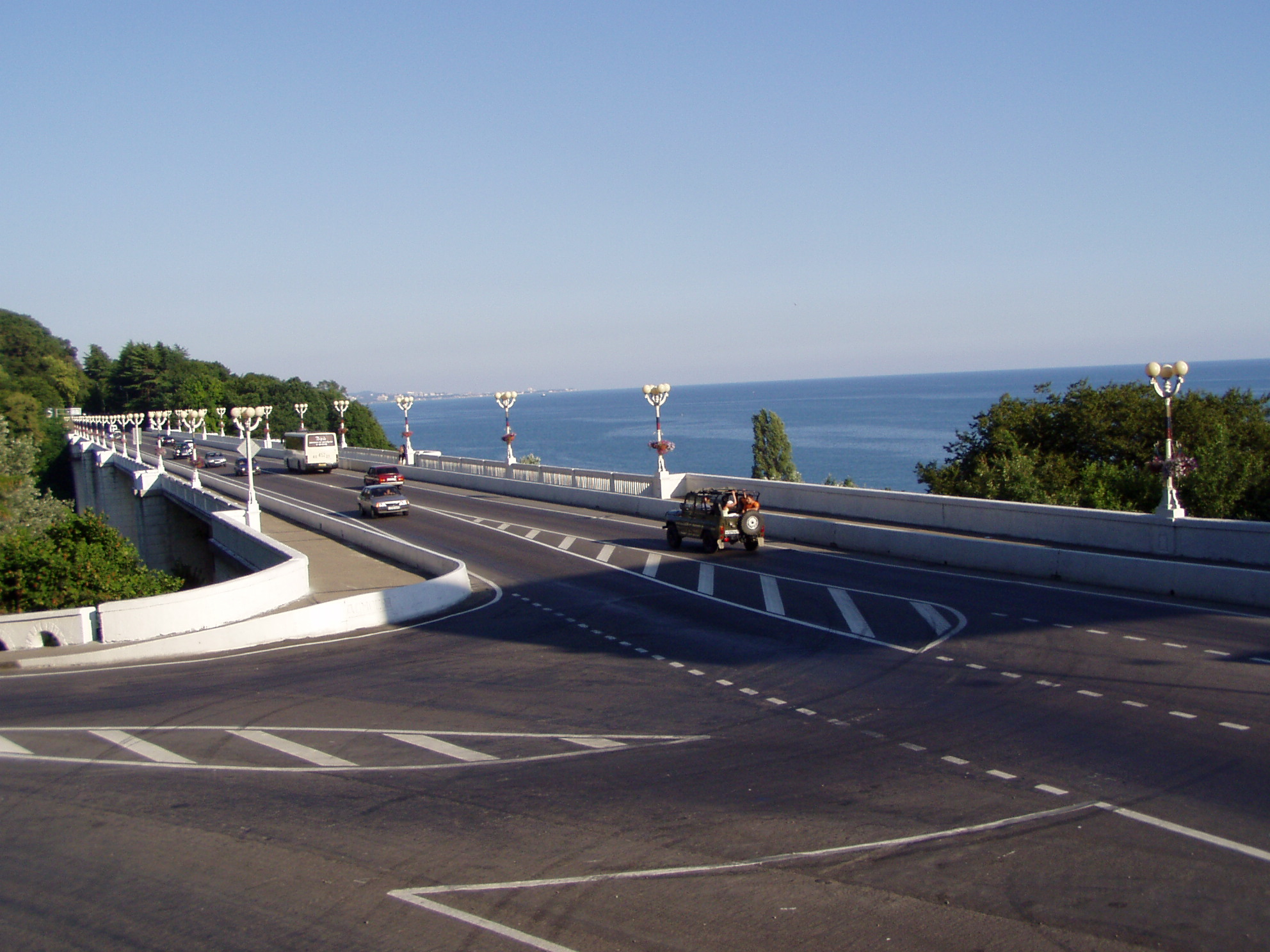
Viaducto sobre la desembocadura del río Matsesta, en la M27.
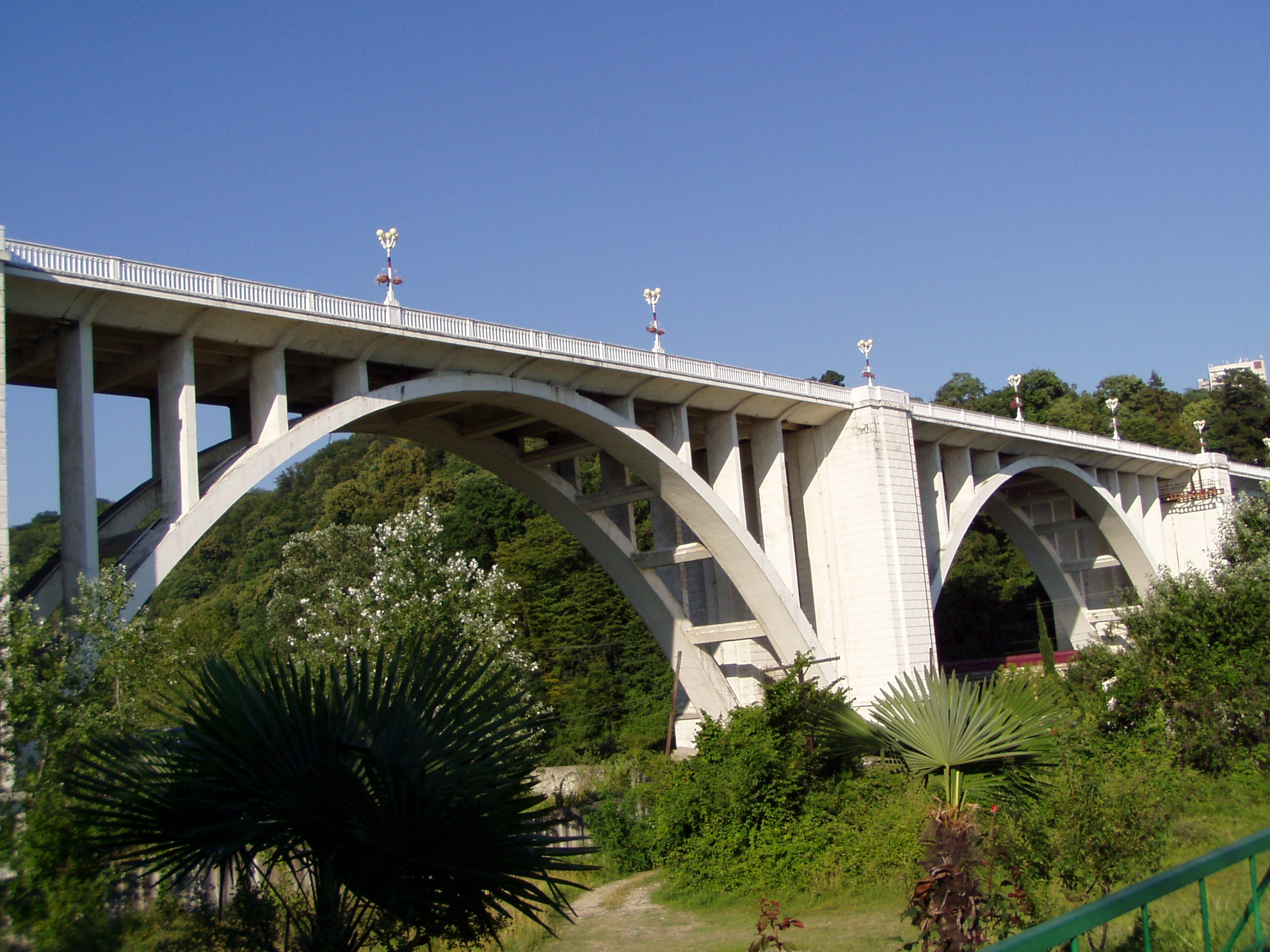
Otra vista del viaducto.
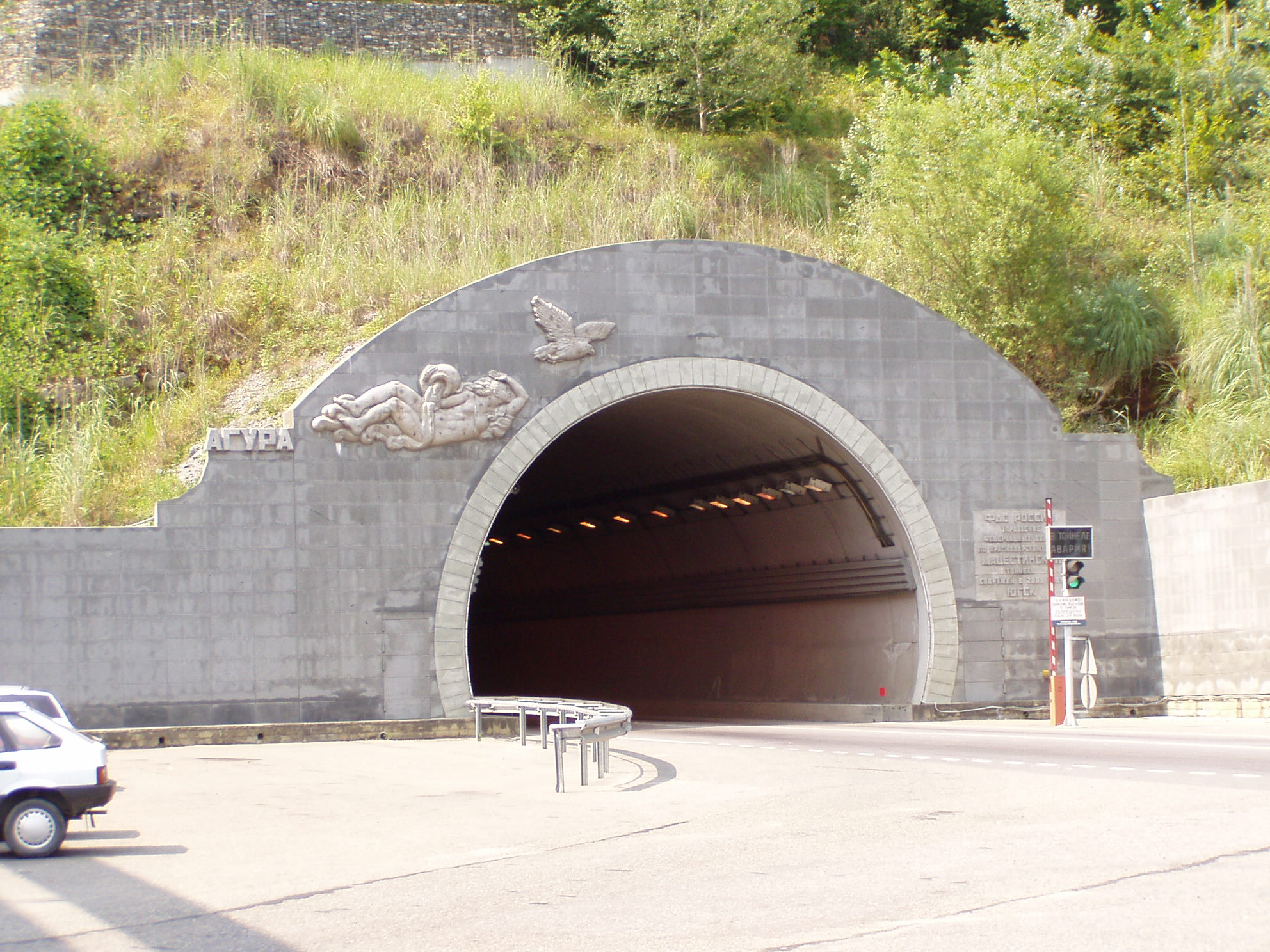
Túnel de Matsesta, en la M27.
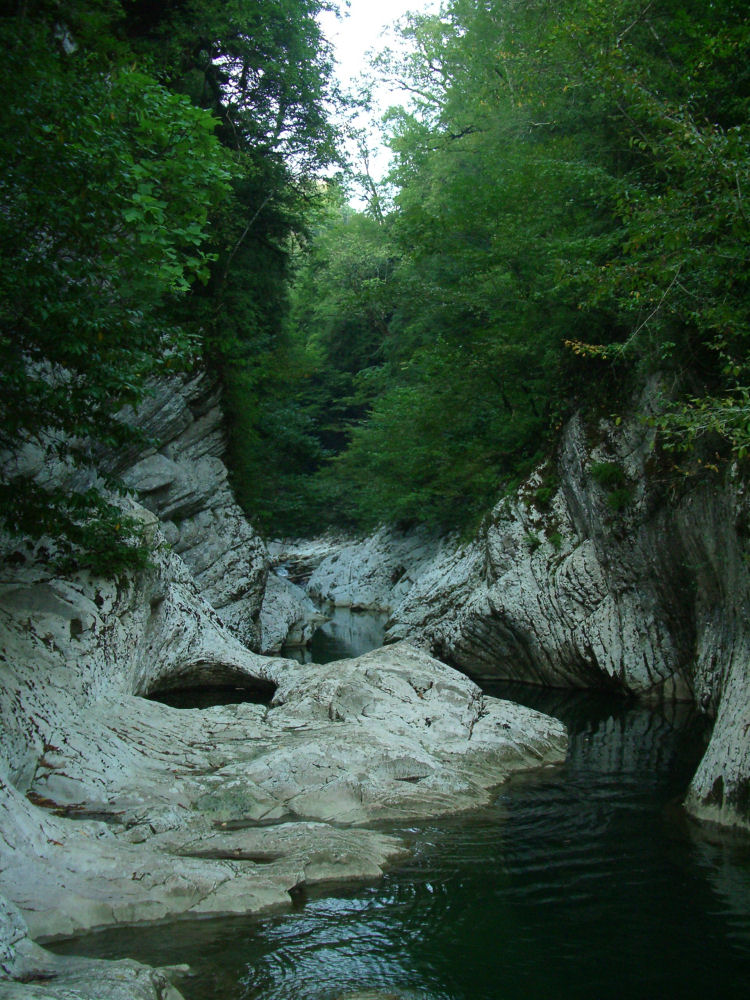
Cañón de Navalishchina, en el curso medio del río Bolshaya Josta.